# WTA Challenger de Liubliana
O WTA Challenger de Liubliana – ou Zavarovalnica Sava Ljubljana, atualmente – é um torneio de tênis profissional feminino, de nível WTA 125.
Realizado em Liubliana, na capital da Eslovênia, estreou em 2023. Os jogos são disputados em quadras de saibro durante o mês de setembro.

## Finais

### Simples
| Ano  | Campeã                | Vice-campeã         | Resultado |
| ---- | --------------------- | ------------------- | --------- |
| 2024 | Jil Teichmann         | Nuria Párrizas Díaz | 7–68, 6–4 |
| 2023 | Marina Bassols Ribera | Zeynep Sönmez       | 6–0, 7–62 |

### Duplas
| Ano  | Campeãs                              | Vice-campeãs                    | Resultado        |
| ---- | ------------------------------------ | ------------------------------- | ---------------- |
| 2024 | Nuria Brancaccio Leyre Romero Gormaz | Lina Gjorcheska Jil Teichmann   | 5–7, 7–5, [10–7] |
| 2023 | Amina Anshba Quinn Gleason           | Freya Christie Yuliana Lizarazo | 6–3, 6–4         |